# Abd al-Hamid as-Sarradsch

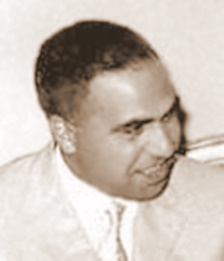
Abd al-Hamid as-Sarradsch, um 1960

Abd al-Hamid as-Sarradsch (arabisch عبد الحميد السراج, DMG ʿAbd al-Ḥamīd as-Sarrāǧ; * September 1925 in Hama, Syrien; † 22. September 2013 in Kairo, Ägypten), auch Abdel Hamid al-Saradsch, war ein syrischer Armeeoffizier und Politiker.
Als Vorsitzender des Exekutivrates des Nordterritoriums der Vereinigten Arabischen Republik war er de facto Ministerpräsident Syriens. Dieses Amt hatte er vom 20. September 1960 bis zum 16. August 1961 inne.
Nach dem Studium an der Militärakademie von Homs setzte er seine Ausbildung in Paris fort. 1948 nahm der überzeugte Nationalist am arabisch-israelischen Krieg teil.

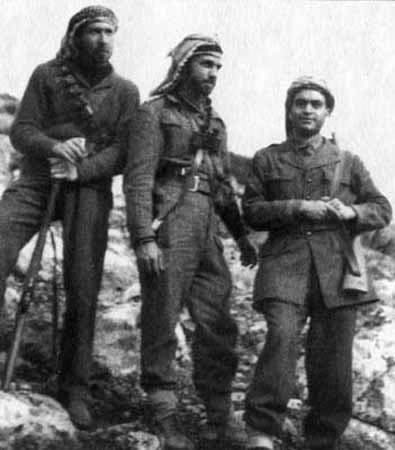
as-Sarradsch (Mitte) während des arabisch-israelischen Krieges 1948

1955 wurde er zum Chef des militärischen Geheimdienstes der Syrischen Republik ernannt. Während der Vereinigung Syriens mit Ägypten nahm Abd al-Hamid as-Sarradsch als Gefolgsmann von Präsident Gamal Abdel Nasser hohe Posten ein. Mit Abd al-Hakim Amr, dem Verteidigungsminister der VAR, verband ihn eine gegenseitige Antipathie. Als dieser einen seiner Mitarbeiter entließ, reichte as-Sarradsch seinen Rücktritt ein. Nasser gelang es, den Streit zu schlichten. Ein erneutes Rücktrittsgesuch vom 26. September 1961 nahm Nasser jedoch an.
Zwei Tage später wurde in Damaskus geputscht und die VAR zerfiel. as-Sarradsch wurde verhaftet und in Damaskus ins al-Mazzah-Gefängnis geworfen. Es gelang ihm 1962 zu fliehen und sich nach Ägypten abzusetzen.
Nach Angaben der Zeitung al-Ahram Weekly hat sich der ehemalige syrische Verteidigungsminister Mustafa Tlas 2005 für die Rückkehr Sarradschs nach Syrien eingesetzt.
Er verstarb am 22. September 2013 in Ägypten, wo er seit 1962 im Exil lebte.